# Stanisław Pawluć
Stanisław Pawluć (ur. 21 czerwca 1897 w Līksnej, zm. 20 sierpnia 1984 w Warszawie) – major dyplomowany pilot Wojska Polskiego, działacz niepodległościowy, kawaler Orderu Virtuti Militari, uczestnik I wojny światowej, wojny polsko-bolszewickiej i II wojny światowej, oficer operacyjny sztabu lotnictwa Armii „Kraków”.

## Życiorys
Urodził się 21 czerwca 1897 r. we wsi Līksna, w ówczesnym powiecie dyneburskim guberni witebskiej, w rodzinie Aleksandra, lekarza, i Ludwiki z Tęczyńskich. W 1915 r. ukończył szkołę realną w Dyneburgu i zdał egzamin maturalny, a następnie rozpoczął studia na Wydziale Mechanicznym Politechniki Piotrogradzkiej.
1 czerwca 1916 r. „wobec upływu terminu prolongaty powołania” do armii rosyjskiej wstąpił do Wojskowej Szkoły Lotniczej w Petersburgu. W październiku tego roku został przeniesiony do Kaczyńskiej Wojskowej Szkoły Lotniczej w Kaczy. 10 sierpnia 1917 r. ukończył kurs pilotażu, został mianowany chorążym i otrzymał przydział do 12. Korpuśnego Oddziału Lotniczego (ros. 12-й корпусной авиационный отряд) na stanowisko pilota. 4 styczniu 1918 r. przeszedł do 1. Polskiego Oddziału Awiacji II Korpusu Polskiego. Od kwietnia pełnił funkcję oficera technicznego w tej jednostce.
Po rozbrojeniu II Korpusu został 18 maja 1918 r. internowany w Białej Podlaskiej, a później w Brześciu. Po ucieczce z miejsca internowania przyjechał 11 listopada do Warszawy, gdzie wziął udział w opanowaniu lotniska mokotowskiego. Następnie objął funkcję oficera technicznego tego lotniska. 16 grudnia, jako podporucznik, znalazł się w pierwszej grupie oficerów odrodzonego Wojska Polskiego, którzy złożyli przysięgę na wierność Rzeczypospolitej. Z racji nieznajomości specyfiki samolotów konstrukcji niemieckiej został skierowany na szkolenie w ich pilotażu, który ukończył pod koniec 1918 r.
W 1919 r. został przydzielony do I Eskadry Wywiadowczej i w jej składzie od marca walczył w wojnie polsko-bolszewickiej. Poza lotami bojowymi w eskadrze pełnił funkcję oficera technicznego, szefa pilotów oraz adiutanta. Pod koniec marca, w załodze z obserwatorem por. Stanisławem Gogolińskim, wziął udział w ataku na koszary w Baranowiczach i Lidzie. 8 kwietnia, również w załodze z por. Gogolińskim przeżył katastrofę samolotu Albatros C.III. Podczas odwrotu eskadry przeprowadził grupę samolotów na lądowisko w okolicach Dokszyc.
W lipcu 1920 r., w załodze z ppor. Michałem Blicherem, wykonał pierwszy lot 16. eskadry wywiadowczej z lotniska mokotowskiego. W czasie bitwy warszawskiej, w załodze z ppor. Karolem Orłosiem, wyróżnił się podczas ataków na kawalerię Armii Czerwonej w rejonie Pułtuska.
W 1921 r., w związku z oskarżeniami o nadużycia, odszedł ze służby w Wojsku Polskim. Został zatrudniony jako oblatywacz w zakładach Plage & Laśkiewicz, gdzie pracował do 1922 r. Do służby wojskowej powrócił w 1922 r., otrzymał przydział do 3 pułku lotniczego. W tym samym roku został zatrudniony w Wielkopolskiej Wytwórni Samolotów „Samolot” i odpowiadał ze strony wojska za odbiór wyprodukowanych samolotów.
Brał udział w licznych imprezach lotniczych. W 1923 r. zdobył drugą nagrodę w locie okrężnym na trasie Warszawa – Lwów – Kraków – Warszawa. Latem 1925 r. wziął udział na samolocie Potez XV w rajdzie gen. Włodzimierza Zagórskiego z Francji do Polski. Pilotowany przez niego Potez był pierwszą maszyną tego typu, która wylądowała na lotnisku Ławica i weszła na wyposażenie 35. eskadry liniowej.
W 1927 r. w Centralnej Szkole Podoficerów Pilotów Lotnictwa w Bydgoszczy objął stanowisko kierownika warsztatów, z którego awansował na komendanta parku, a następnie na komendanta oddziału portowego. 31 sierpnia rozbił pilotowany przez siebie samolot Morane. W wyniku obrażeń i długotrwałej kuracji zrezygnował z pracy oblatywacza w zakładach „Samolot”.
W styczniu 1932 r. został przeniesiony do 5 pułku lotniczego w Lidzie. Początkowo pełnił funkcję komendanta parku, a następnie dowódcy oddziału wydzielonego, stacjonującego na Porubanku. Wiosną następnego roku został mianowany dowódcą 53. eskadry towarzyszącej i pełnił tę funkcję do lipca 1935 r. 27 czerwca 1935 r. prezydent RP nadał mu stopień majora z dniem 1 stycznia 1935 i 13. lokatą w korpusie oficerów aeronautyki. Jego następnym przydziałem było stanowisko dowódcy dywizjonu szkolnego 5 pl. W październiku 1937 r. został przydzielony do Wyższej Szkoły Lotniczej w Warszawie, w charakterze słuchacza II kursu. W październiku 1938 r., po ukończeniu kursu, pozostał w szkole na stanowisku wykładowcy taktyki lotnictwa.
Podczas Wojny Obronnej w 1939 r. został przydzielony do sztabu lotnictwa Armii „Kraków” jako oficer operacyjny. Został wyznaczony na koordynatora działalności bojowej 23. i 26. eskadry towarzyszącej. 7 września wykonał, w załodze z por. obs. Stanisławem Królem, lot na rozpoznanie niemieckich wojsk pancernych w rejonie Pacanowa. 19 września został wzięty do niewoli pod Tomaszowem Lubelskim i osadzony w Oflagu VIIA Murnau. 29 kwietnia 1945 r. został uwolniony z niewoli, lecz pozostał w Murnau, w Polskim Ośrodku Wojskowym. Później został przeniesiony do ośrodka w Ingolstadt.
17 czerwca 1947 r. wrócił do Polski. Został zatrudniony w PLL LOT, w 1952 r. rozpoczął pracę w Wydawnictwach Komunikacji i Łączności. W 1957 r. został członkiem Klubu Seniorów Lotnictwa, gdzie zasiadał w jego władzach i był członkiem komisji historycznej. Od 1957 r. był ławnikiem w Sądzie Powiatowym dla m. st. Warszawy, w 1962 r. wstąpił do Związku Bojowników o Wolność i Demokrację. W maju 1968 r. przeszedł na emeryturę.
W grudniu 1982 r. na łamach organu prasowego Stowarzyszenia Lotników Polskich w Wielkiej Brytanii „Skrzydła” ppłk dypl. Oskar Marian Grzeczkowski, w imieniu Koła Oficerów Dyplomowanych w Londynie, poinformował absolwentów pełnych kursów Wyższej Szkoły Lotniczej w Warszawie, w Szkocji i Anglii (Weston-super-Mare), że zostały im przyznane pełne prawa, tytuł i odznaki oficerów dyplomowanych.
Zmarł 20 sierpnia 1984 r., pochowany został na cmentarzu bródnowskim (sektor 108S, rząd 2, numer 6).
W 1926 r. po raz pierwszy zawarł związek małżeński, a w 1939 r. owdowiał. W 1946 r. w Ingolstadt ożenił się z Bronisławą (ur. 1902).

## Ordery i odznaczenia
Za swą służbę otrzymał odznaczenia:
- Krzyż Srebrny Virtuti Militari,
- Krzyż Walecznych trzykrotnie,
- Złoty Krzyż Zasługi,
- Medal Niepodległości – 23 grudnia 1933 „za pracę w dziele odzyskania niepodległości”[40],
- Polowa Odznaka Pilota nr 46 – 11 listopada 1928 „za loty bojowe nad nieprzyjacielem w czasie wojny 1918–1920”[41][42],
- Złota Odznaka Honorowa m. st. Warszawy,
- Złota Odznaka „Przodujący Kolejarz”.